# Словакия на летних Олимпийских играх 1996
Словакия принимала участие в Летних Олимпийских играх 1996 года в Атланте (США), и завоевала одну золотую, одну серебряную и одну бронзовую медали.

## Медалисты

### Золото
- Михал Мартикан — гребной слалом, каноэ-одиночка, мужчины

### Серебро
- Славомир Князовицкий — гребля на каноэ, каноэ-одиночка, 500 м, мужчины

### Бронза
- Йозеф Гёнци — стрельба, винтовка 50м (лёжа), мужчины